# Stephen Lawhead
Stephen Robert Lawhead (* 2. Juli 1950 in Kearney, Nebraska) ist ein US-amerikanischer Schriftsteller, der besonders für historische Romane, aber auch für Werke in den Bereichen der Fantasy und Science-Fiction bekannt ist.

## Leben
Lawhead wurde am 2. Juli 1950 als Sohn von Robert Eugene Lawhead und Lois Rowena Bissell Lawhead im Good Samaritan Hospital in Kearney (Nebraska) geboren. 1968 graduierte er an der Kearney High und besuchte anschließend das Kearney State College. 1969 verfasste er für dieses College eine wöchentliche, humorvolle Kolumne und war häufig Mitwirkender von Dichtertreffen. 1971 lernte Lawhead Alice Slaikeu kennen und heiratete sie ein Jahr später. 1973 legte er seinen Abschluss als Bachelor of Arts ab und trug sich für das folgende Wintersemester in das Northern Baptist Theological Seminary ein. 1976 war er redaktioneller Assistent eines Campus-Magazins.
Seit 1981 betätigt sich Lawhead hauptberuflich als Autor historischer Fantasy-, aber auch Science-Fiction-Romane wie der zweibändigen Empyrion-Saga. Die meisten seiner Werke haben einen starken Bezug zum christlichen Glauben bzw. vorchristlichen, meist keltischen Mythen. 1986 zog er nach Oxford, um für seine Pendragon-Saga (Pendragon Cycle), eine freie Neufassung der Artus-Sage, zu recherchieren. Im Laufe dieser Recherche nahm sein Interesse an der keltischen Kultur, besonders dem „keltischen“ Frühchristentum, zu. 1987 verließ er das Vereinigte Königreich, kehrte aber für seine Trilogie Das Lied von Albion (The Song of Albion) zurück. Die dreiteilige Rabenkönig-Saga (The King Raven Trilogy), orientiert sich an der Legende von Robin Hood.
Der auf fünf Teile angelegte Roman Die schimmernden Reiche (The Bright Empires), beschreibt die Abenteuer von Kit Livingstone und seinen Freunden, die mit Hilfe sogenannter Ley-Lines, die Verbindungen zwischen verschiedenen Orten in Raum und Zeit darstellen, reisen können.
Die Eirlandia-Serie beschäftigt sich mit der Geschichte des jungen Kelten Conor.
Seit 2002 leben Lawhead und seine Ehefrau mit ihren gemeinsamen Söhnen Drake und Ross in Mittersill, Österreich.

## Werke

### Englischsprachige Originalausgaben
Brown-Ears:
- Brown-Ears: The adventures of a lost-and-found rabbit. Lion Hudson plc, 1988, ISBN 0-7459-4776-X.
- Brown-Ears at Sea: More adventures of a lost-and-found rabbit. Lion Hudson plc, 1990, ISBN 0-7459-4777-8.

The Dragon King Trilogy:
- In the Hall of the Dragon King. Lion Publishing, Oxford 1982, ISBN 0-85648-859-3.
- The Warlords of Nin. Lion Publishing, Oxford 1983, ISBN 0-85648-874-7.
- The Sword and the Flame. Lion Publishing, Oxford 1984, ISBN 0-85648-875-5.
- The Dragon King Saga. Lion Hudson plc, 1998, ISBN 0-7459-4032-3. (Veröffentlichung der Trilogie in einem Buch)

Empyrion Saga:
- Empyrion I: The Search for Fierra. Lion Hudson plc, 1985, ISBN 0-7459-1110-2.
- Empyrion II: The Siege of Dome. Lion Hudson plc, 1986, ISBN 0-7459-1148-X.

The Pendragon Cycle:
- Taliesin. Avon Books, 1987, ISBN 0-380-70613-X.
- Merlin. Avon Books, 1988, ISBN 0-380-70889-2.
- Artus. Avon Books, 1989, ISBN 0-380-70890-6.
- Pendragon. Avon Books, 1994, ISBN 0-380-71757-3.
- Grail. Avon Books, 1997, ISBN 0-380-78104-2.

The Song of Albion:
- The Paradise War. Thomas Nelson, 1991, ISBN 1-59554-219-1.
- The Silver Hand. Thomas Nelson, 1992, ISBN 1-59554-220-5.
- The Endless Knot. Thomas Nelson, 1993, ISBN 1-59554-221-3.

The Celtic Crusades:
- The Iron Lance. HarperCollins, 1998, ISBN 0-310-21782-2.
- The Black Rood. HarperCollins, 2000, ISBN 0-06-105110-1.
- The Mystic Rose. HarperCollins, 2001, ISBN 0-380-82018-8.

The King Raven Trilogy:
- Hood. Thomas Nelson, 2006, ISBN 1-59554-085-7.
- Scarlet. Thomas Nelson, 2007, ISBN 1-59554-089-X.
- Tuck. Thomas Nelson, 2009, ISBN 1-59554-087-3.

The Bright Empires
- The Skin Map. Thomas Nelson, 2010, ISBN 1-59554-804-1.
- The Bone House. Thomas Nelson, 2011, ISBN 1-59554-805-X.
- The Spirit Well. Thomas Nelson, 2012, ISBN 978-1-59554-806-1.
- The Shadow Lamp. Thomas Nelson, 2013, ISBN 978-1-59554-807-8.
- The Fatal Tree. Thomas Nelson, 2014, ISBN 978-1-59554-808-5.

Eirlandia Series
- In the Region of the Summer Stars. Tor, 2018, ISBN 978-0-7653-8344-0.
- In the Land of the Everliving. Tor, 2019, ISBN 978-0-7653-8346-4.
- In the Kingdom of All Tomorrows. Tor, 2020, ISBN 978-0-7653-8348-8.

Einzelwerke:
- Dream Thief. Lion UK, 1983, ISBN 0-85648-838-0.
- Byzantium. HarperCollins, 1996, ISBN 0-06-105754-1.
- Avalon: The Return of King Arthur. HarperCollins, 1999, ISBN 0-380-80297-X.
- Patrick: Son of Ireland. HarperCollins, 2003, ISBN 0-06-001281-1.

### Deutschsprachige Ausgaben
Die Saga des Drachenkönigs
(übersetzt von Frieder Peterssen):
- In der Halle des Drachenkönigs. Piper Verlag, München 1998, ISBN 3-492-26567-7.
- Die Kriegsherren des Nin. Piper Verlag, München 1999, ISBN 3-492-22722-8.
- Das Schwert und die Flamme. Piper Verlag, München 1999, ISBN 3-492-26569-3.

Empyrion-Saga:
(übersetzt von Dietmar Schmidt):
- Empyrion: Die Suche. Lübbe, Bergisch Gladbach 1998, ISBN 3-404-24233-5.
- Empyrion: Die Belagerung. Lübbe, Bergisch Gladbach 1998, ISBN 3-404-24234-3.

Die Pendragon-Saga
(übersetzt von Frieder Peterssen):
- Taliesin – Sänger und Seher. Piper Verlag, München 1995, ISBN 3-937501-06-1.
- Merlin – Magier und Krieger. Piper Verlag, München 1995, ISBN 3-937501-04-5.
- Artus – Der legendäre König. Piper Verlag, München 1996, ISBN 3-937501-03-7.
- Pendragon – Artus auf dem Weg zum heiligen Gral. Piper Verlag, München 1996, ISBN 3-937501-05-3.

Das Lied von Albion
(übersetzt von Christian Rendel):
- Krieg im Paradies. Lübbe, Bergisch Gladbach 1997, ISBN 3-404-20309-7.
- Rückkehr der Helden. Lübbe, Bergisch Gladbach 1997, ISBN 3-404-20313-5.
- Der endlose Knoten. Lübbe, Bergisch Gladbach 1997, ISBN 3-404-20317-8.

Die Keltischen Kreuzzüge
(übersetzt von Rainer Schumacher):
- Der Sohn des Kreuzfahrers (ehemals: Das Kreuz und die Lanze). Lübbe, Bergisch Gladbach 2000, ISBN 3-404-14729-4.
- Der Gast des Kalifen. Lübbe, Bergisch Gladbach 2002, ISBN 3-7857-2098-X.
- Die Tochter des Pilgers. Lübbe, Bergisch Gladbach 2003, ISBN 3-404-15232-8.

Rabenkönig-Saga
(übersetzt von Rainer Schumacher):
- Hood – König der Raben. Lübbe, Bergisch Gladbach 2008, ISBN 3-404-15926-8.
- Scarlet – Herr der Wälder. Lübbe, Bergisch Gladbach 2008, ISBN 3-7857-2341-5.
- Tuck – Streiter des Herrn. Lübbe, Bergisch Gladbach 2009, ISBN 3-7857-2379-2.

Die schimmernden Reiche
(übersetzt von Arno Hoven):
- Die Zeitwanderer. Lübbe, Bergisch Gladbach 2011, ISBN 3-404-20648-7.
- Das Knochenhaus. Lübbe, Bergisch Gladbach 2012, ISBN 3-404-20670-3.
- Die Seelenquelle. Lübbe, 2013, ISBN 3-404-20690-8.
- Das Schattenlicht. Lübbe, 2014, ISBN 3-404-20726-2.
- Der Schicksalsbaum. Lübbe, 2015, ISBN 978-3-8387-5950-0.

Einzelwerke:
- Der Traumdieb. Lübbe, Bergisch Gladbach 1998, Übersetzer Christian Rendel, ISBN 3-404-24241-6.
- Aidan. Die Reise nach Byzanz. Piper Verlag, München 1999, Übersetzer Marcel Bieger & Barbara Röhl, ISBN 3-492-23977-3.
- Aidan. In geheimer Mission für den Kaiser (ehemals: Aidan in der Hand des Kalifen). Piper Verlag, München 1999, Übersetzer Marcel Bieger & Barbara Röhl, ISBN 3-492-24137-9.
- Avalons Rückkehr. Lübbe, Bergisch Gladbach 2003, Übersetzerin Susanne Tschirner, ISBN 3-404-15502-5.
- Der Sohn der grünen Insel. Lübbe, Bergisch Gladbach 2003, Übersetzer Rainer Schumacher, ISBN 3-404-15603-X.